# Juan Carlos Beltrán
Juan Carlos Beltrán Silva (Curacautín, 19 de diciembre de 1962) es un Político chileno de Renovación Nacional. Desde marzo de 2022 ejerce como diputado por el Distrito N°22 de la Región de La Araucanía. Anteriormente se desempeñó como concejal, consejero regional y gobernador de la Provincia de Malleco. 

## Biografía
Es hijo de Elías Beltrán y de Isabel Silva. Se casó con María Margarita Figueroa Villa el 13 de abril de 1991. Es padre de dos hijos.
Aprobó la Educación Media en el establecimiento educacional Liceo Las Araucarias de Curacautín el año 1980. Es ingeniero en administración de la Universidad Arturo Prat, sede Victoria. Trabajó en diferentes unidades como Tesorería, Juzgado de Policía Local, Director de Tránsito y Secretario Municipal.
Fue secretario del senador Francisco Prat Alemparte y en 2005 se desempeñó como asesor territorial del senador Alberto Espina.
En 2000 fue elegido como concejal de Curacautín, siendo reelecto en 2004 y 2008. Tras cumplir su tercer periplo como concejal, en el 2012 decidió ser candidato a alcalde, pero no logró ser electo. Luego formó parte del consejo regional de La Araucanía, siendo elegido en 2013 y reelegido en 2017.
Estuvo algunos meses al mando de la Gobernación de Malleco (enero a noviembre de 2020), en reemplazo de Víctor Manoli, quien debió trasladarse a ocupar el cargo de Intendente de La Araucanía.
Para las elecciones parlamentarias de 2021 se presentó como candidato a diputado por el distrito N°22, que comprende las comunas de Angol, Collipulli, Curacautín, Ercilla, Galvarino, Lautaro, Lonquimay, Los Sauces, Melipeuco, Perquenco, Purén, Renaico, Traiguén, Victoria y Vilcún, en la lista de Chile Podemos Más. Fue elegido con 10.729 votos, equivalentes al 9,96% del total de los sufragios válidamente emitidos. Asumió el 11 de marzo de 2022, integrando las comisiones permanentes de Vivienda, Desarrollo Urbano y Bienes Nacionales, y Desarrollo Social, Superación de la Pobreza y Planificación.

## Historial electoral

### Elecciones municipales de 2012
- Elecciones municipales de 2012, para la alcaldía de la comuna de Curacautín[1]

### Elecciones de consejeros regionales de 2013
- Elecciones de consejeros regionales de 2013, para el Consejo Regional de La Araucanía.

### Elecciones de consejeros regionales de 2017
- Elecciones de consejeros regionales de 2017, para el Consejo Regional de La Araucanía.

### Elecciones parlamentarias de 2021
- Elecciones parlamentarias de 2021 a Diputado por el distrito 22 (Angol, Collipulli, Curacautín, Ercilla, Galvarino, Lautaro, Lonquimay, Los Sauces, Melipeuco, Perquenco, Purén, Renaico, Traiguén, Victoria y Vilcún).[2]